# PPD (Les Guignols de l'info)
Pour les articles homonymes, voir PPD.
 (juin 2011).
Si vous disposez d'ouvrages ou d'articles de référence ou si vous connaissez des sites web de qualité traitant du thème abordé ici, merci de compléter l'article en donnant les références utiles à sa vérifiabilité et en les liant à la section « Notes et références ».

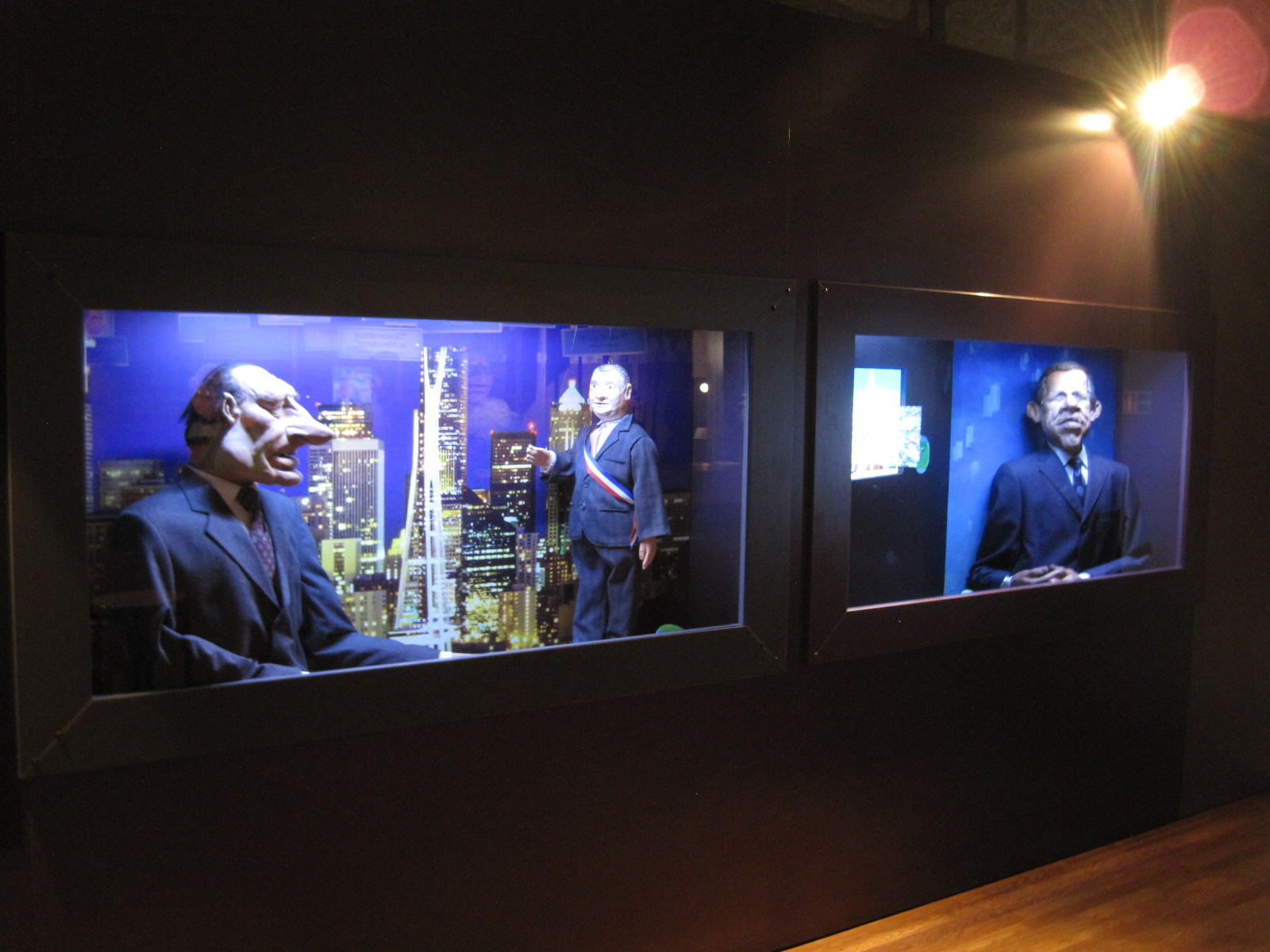
PPD des Guignols de l’info lors d’une exposition de marionnettes à la citadelle de Besançon en 2013.

PPD est le présentateur de l'émission satirique de marionnettes de Canal+, Les Guignols de l'info. Il caricature Patrick Poivre d'Arvor, ancien présentateur-vedette de la chaîne TF1. Son nom est une référence au surnom médiatique de Patrick Poivre d'Arvor, PPDA.
C'est Yves Lecoq qui lui prête sa voix.
Après une première apparition le 29 août 1988 dans les Arènes de l'info, premier nom de l'émission, PPD  signe le 26 juin 2015 sa dernière présentation de l'émission. Lors du retour de l'émission en décembre 2015, son rôle se réduit au poste de rédacteur en chef et interviewe, certaines émissions, lors de « L'invité du soir ». Il sera plus tard remplacé par Monsieur Sylvestre, une autre marionnette phare de l'émission, à partir de la rentrée 2016. Il anime la dernière émission des Guignols le 22 juin 2018.

## Composition de la satire
C'est le présentateur de l'émission sous le nom de PPD, autrefois surnommé « la guimauve » au temps des Arènes de l'Info, puis souvent appelé « d'Arvor » par Jacques Chirac, « Poivre de » par Stéphane Bern ou bien « mon PPD » par Johnny Hallyday, « Tête d'œuf » par Philippe Lucas et « Joe la fiotte » par Bernard Tapie.  
Bruno Gaccio, l'un des auteurs historiques des Guignols, le présente comme un « clown blanc unique ». Selon lui, alors que les autres marionnettes de l'émission satirique sont définies par rapport à son humeur, PPD se veut quelqu'un d'humain, ayant des faiblesses, mais décrit comme vaniteux. Gaccio le considère comme « une espèce de Louis de Funès, veule avec les puissants et tyrannique avec les faibles. »
La marionnette a repris les principaux « tics » de PPDA. Ce dernier avoue d'ailleurs que sa marionnette lui a permis de se rendre compte de certains et de les corriger. On peut citer la phrase « Sans transition » reprise entre les sujets des JT des Guignols. Poivre d'Arvor l'utilisait beaucoup, mais l'évitait par la suite.
Affublée d'un nœud papillon violet pour présenter son journal depuis le 29 août 1988, sa marionnette se voit vêtue vers la mi-décembre 1990 d'une cravate, afin de donner un ton un peu plus « sérieux » à l'émission, en pleine effervescence de la guerre du Golfe,,.

## Citations
Il termine son JT par « À tchao, bonsoir. » et, à chaque fois qu'il change de sujet, commence par « Sans transition ».
Il conclut la Semaine des Guignols par cette phrase : « Voilà ! Maintenant, vous pouvez éteindre la télévision et reprendre une activité normale. À tchao, bon dimanche ! ».